# NGC 6787
NGC 6787 est une vaste et lointaine galaxie spirale intermédiaire (barrée ?) située dans la constellation du Dragon. Sa vitesse par rapport au fond diffus cosmologique est de 11 651 ± 43 km/s, ce qui correspond à une distance de Hubble de 172 ± 12 Mpc (∼561 millions d'al). NGC 6787 a été découverte par l'astronome américain Lewis Swift en 1885.
En raison d'une brillance de surface égale à 14,10 mag/am2, on peut qualifier NGC 6787 de galaxie à faible brillance de surface (LSB en anglais pour low surface brightness). Les galaxies LSB sont des galaxies diffuses (D) avec une brillance de surface inférieure de moins d'une magnitude à celle du ciel nocturne ambiant.
La classe de luminosité de NGC 6787 est II.